# Гоппертия Варшевича
Гоппертия Варшевича (лат. Goppertia warscewiczii) — вид однодольных растений из семейства марантовых (Marantaceae). Естественный ареал — влажные районы Панамы и Коста-Рики.
До 2012 года вид был известен под названием калатеи Варшевича, однако на основании проведенных филогенетических исследований существенное количество видов рода Калатея были перенесены в род Гоппертия, включая этот.

## Этимология
Видовое название дано в честь польского ботаника Иосифа Варшевича, введшего растение в культуру в Берлине в середине XIX века.

## Внешний вид
Листья бархатистые, тонкие, овальные, темно-зеленые, со светло-зеленым рисунком вдоль центральной жилки, с нижней стороны пурпурные.
Цветки собраны в колосовидные соцветия, белые или кремово-розовые, на невысоком коленчатом цветоносе. После цветения на узлах цветоноса образуются молодые дочерние розетки, которыми можно размножать это растение.

## Уход

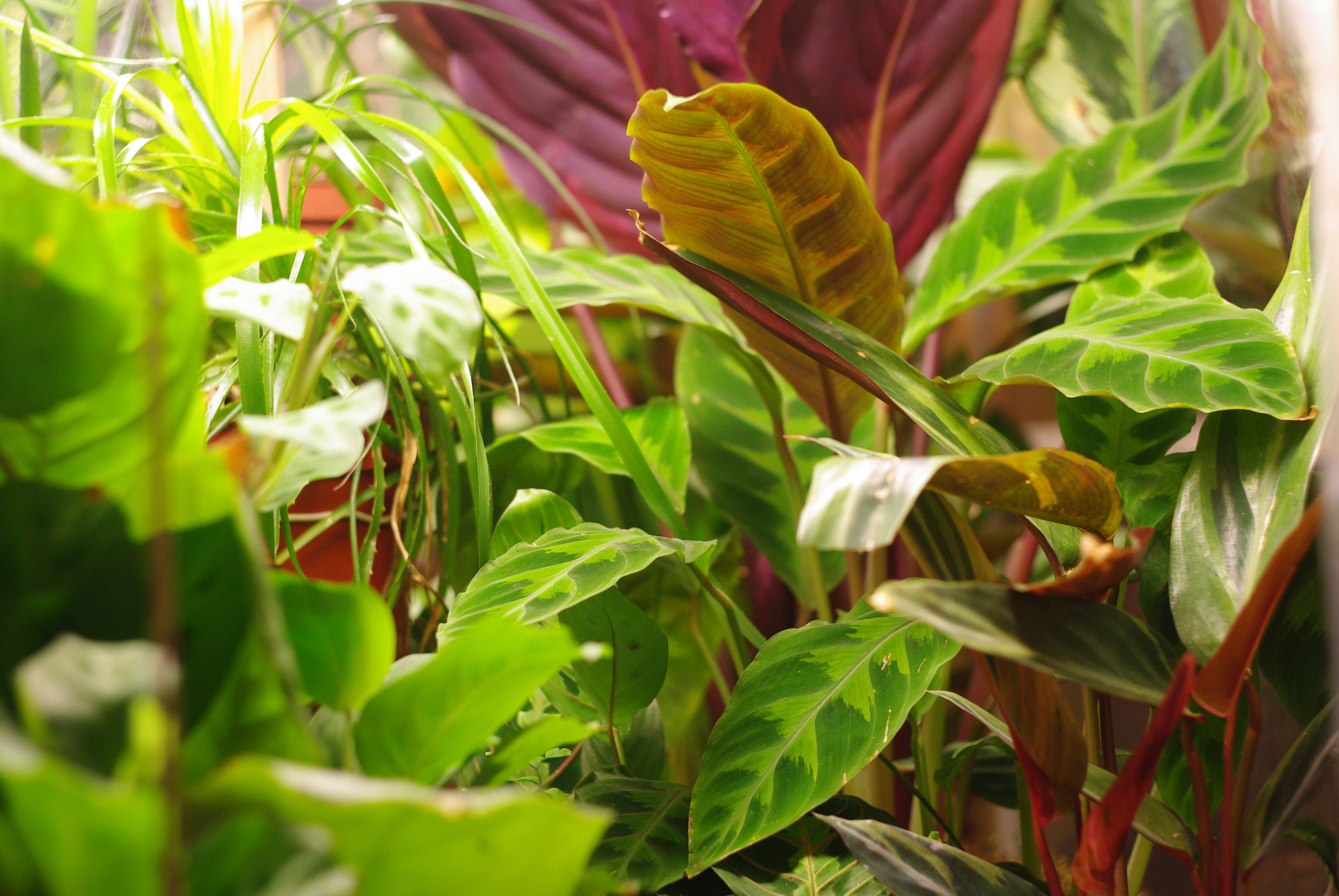
Калатея Варшевича

Это один из самых требовательных видов гоппертий из выращиваемых в домашних условиях. Влажность воздуха для нормального роста и развития растения должна находиться в пределах 80—90%, что осложняет выращивание в открытом грунте. В сухом воздухе квартир, особенно зимой, растение медленно деградирует, листья усыхают. Подвержено поражению паутинными клещами, легко выявляемому по серебристому налету на темно-пурпурной нижней стороне листьев.
Освещение необходимо яркое, рассеянное. Длительное освещение прямыми солнечными лучами приводит к ожогам молодых листьев и их гибели. В весенне-летний период температура должна составлять 22—30 °С, ночью чуть прохладнее. Зимой не должна опускаться ниже 18 °С и подниматься выше 25 °С.
Полив обильный, теплой мягкой (отстоянной) водой, по мере подсыхания верхнего слоя грунта. Осенью и зимой полив несколько уменьшают. Влаголюбивое растение, тем не менее подвержено гниению корневища при избыточном поливе. Влажность воздуха необходима высокая, опрыскивание растения приводит к пятнам на листьях. Предпочтительно увлажнять воздух в помещении, либо использовать ультразвуковой увлажнитель воздуха. Также бывает эффективно размещение горшка с гоппертией Варшевича на более широкий поддон, наполненный увлажненным керамзитом или сфагновым мхом.
С весны до осени рекомендуется подкармливать 1 раз в 2 недели удобрением для комнатных растений. Зимой подкормки сокращают.
Молодые растения пересаживают ежегодно (с учетом заполнения земляного кома корнями), взрослые — 1 раз в 2 года поздней весной или летом.
Размножается делением куста весной либо детками, образующимися на узлах стрелок после цветения. Детки укореняются только в условиях мини-теплицы в рыхлом грунте.